# FGF19
FGF19 (англ. Fibroblast growth factor 19) – білок, який кодується однойменним геном, розташованим у людей на короткому плечі 11-ї хромосоми. Довжина поліпептидного ланцюга білка становить 216 амінокислот, а молекулярна маса — 24 003.
| 10         |  | 20         |  | 30         |  | 40         |  | 50         |
| ---------- |  | ---------- |  | ---------- |  | ---------- |  | ---------- |
| MRSGCVVVHV |  | WILAGLWLAV |  | AGRPLAFSDA |  | GPHVHYGWGD |  | PIRLRHLYTS |
| GPHGLSSCFL |  | RIRADGVVDC |  | ARGQSAHSLL |  | EIKAVALRTV |  | AIKGVHSVRY |
| LCMGADGKMQ |  | GLLQYSEEDC |  | AFEEEIRPDG |  | YNVYRSEKHR |  | LPVSLSSAKQ |
| RQLYKNRGFL |  | PLSHFLPMLP |  | MVPEEPEDLR |  | GHLESDMFSS |  | PLETDSMDPF |
| GLVTGLEAVR |  | SPSFEK     |  |            |  |            |  |            |

A: Аланін

C: Цистеїн

D: Аспарагінова кислота

E: Глутамінова кислота

F: Фенілаланін

G: Гліцин

H: Гістидин

I: Ізолейцин

K: Лізин

L: Лейцин

M: Метіонін

N: Аспарагін

P: Пролін

Q: Глутамін

R: Аргінін

S: Серин

T: Треонін

V: Валін

W: Триптофан

Кодований геном білок за функцією належить до факторів росту. 
Секретований назовні.